# FC Tevragh-Zeina
El Football Club Tevragh-Zeïna (àrab: نادي تفرغ زينة لكرة القدم, Nādī Tafraḡ Zayna li-Kurat al-Qadam, ‘Club de Futbol Tafragh-Zayna’) és un club de futbol maurità de la ciutat de Tevragh-Zeina, al districte de Nouakchott.
Va ser fundat el 2005. L'antic uniforme era verd i groc:

## Palmarès
- Lliga mauritana de futbol:[4]
  - 2012, 2015, 2016

- Copa mauritana de futbol:[5]
  - 2010, 2011, 2012, 2016

- Copa de la Lliga mauritana de futbol:

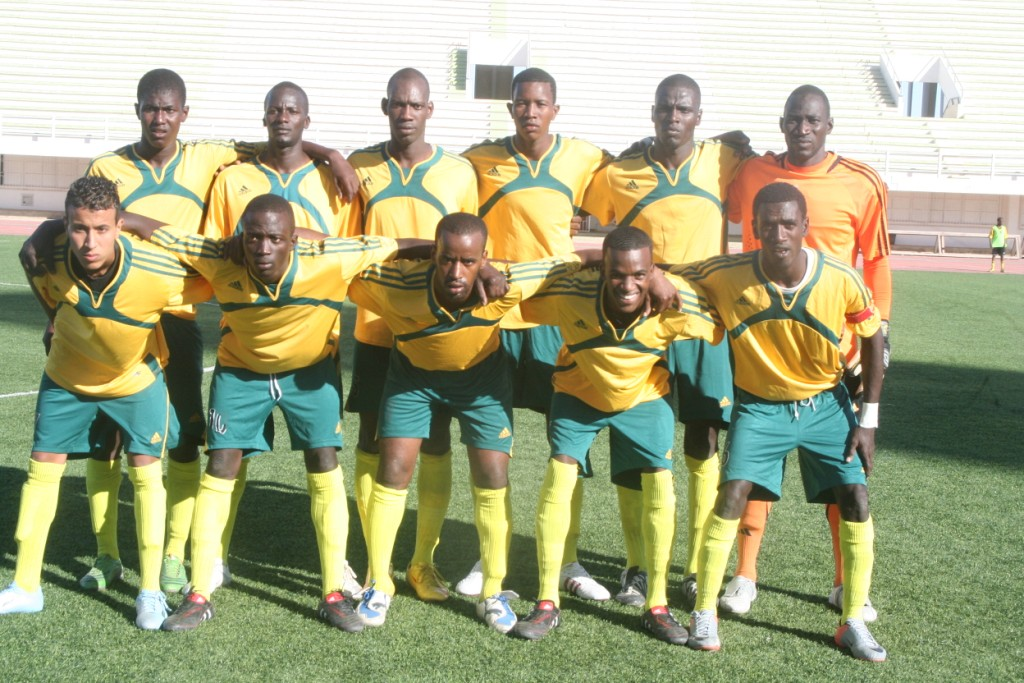
Equip el 2010.

  - 2017

- Supercopa mauritana de futbol:
  - 2010, 2015, 2016